# Civilrätt
Civilrätt, även kallat privaträtt, är den del av juridiken som berör förhållanden mellan privatpersoner och andra privata rättssubjekt (såsom fysiska personer, organisationer och företag).
Civilrätt är alltså den del av juridiken som inte har med den offentliga rätten att göra. Till offentlig rätt räknas bland annat statsrätten, förvaltningsrätten samt straffrätten. Skillnaden brukar definieras på så sätt att civilrätten handlar om förhållandet direkt mellan enskilda personer (till vilka också räknas en juridisk person), medan den offentliga rätten handlar om förhållandet mellan enskilda och det allmänna (staten eller kommun). Gränsen är numera lite flytande; när en kommun till exempel sluter ett avtal, anses kommunen handla som den självständiga juridiska person den är. Avtalet är således civilrättsligt. Samtidigt måste dock kommunen följa offentligrättsliga regler avseende vem som är behörig att sluta avtal med mera. Principiellt håller dock ännu den grundläggande distinktionen.
Civilrätten är mycket omfattande. Till civilrättens underavdelningar hör bland annat arbetsrätt, associationsrätt, obligationsrätt, familjerätt, allmän fastighetsrätt (den speciella fastighetsrätten är i huvudsak offentlig rätt), försäkringsrätt, sakrätt, avtalsrätt och immaterialrätt. Den gemensamma kärnan utgörs av avtals- och skadeståndsrätten, eftersom enskilda träder i ett rättsförhållande till varandra genom att sluta avtal eller genom att utanför avtalsförhållanden skada varandra.
Benämningen civilrätt stammar från det romerska uttrycket "ius civile" och erinrar om den romerska rättens stora betydelse för den juridiska utvecklingen. En synonym är ibland ordet "privaträtt" (jämför också engelskans private law; civil law betecknar på engelska även en grupp av kontinentaleuropeiska rättsordningar).